# Istiblennius bellus
Istiblennius bellus là một loài cá biển thuộc chi Istiblennius trong họ Cá mào gà. Loài cá này được mô tả lần đầu tiên vào năm 1861.

## Từ nguyên
Tính từ định danh bellus trong tiếng Latinh nghĩa là "xinh đẹp", hàm ý có lẽ đề cập đến màu sắc mẫu vật của loài này khi ngâm trong alcohol, được mô tả là có các sọc chấm màu trắng xanh trên cơ thể.

## Phân bố và môi trường sống
I. bellus có phân bố rộng rãi trên Ấn Độ Dương - Thái Bình Dương, tuy nhiên lại vắng mặt ở vùng Indomalaya. Từ Đông Phi và Nam Phi trải dài về phía đông đến quần đảo Marquises, phía nam phạm vi đến Nouvelle-Calédonie, phía bắc đến miền nam Nhật Bản.
I. bellus sống ở vùng gian triều, thường tập trung gần các rạn san hô và mỏm đá, độ sâu đến 3 m.

## Mô tả
Chiều dài cơ thể lớn nhất được ghi nhận ở I. bellus là 16 cm. Đầu và thân có màu sẫm đen, có khoảng 7 vạch sẫm ở hai bên thân. Cá đực có các chấm xanh lam trên đầu và thân, cá cái lại có rất nhiều chấm đen phủ khắp cơ thể.
Số gai vây lưng: 12–14; Số tia vây lưng: 20–22; Số gai vây hậu môn: 2; Số tia vây hậu môn: 20–22; Số tia vây ngực: 13–14; Số gai vây bựng: 1; Số tia vây bụng: 3.

## Sinh thái
Trứng của I. bellus có chất kết dính, được gắn vào chất nền thông qua một tấm đế dính dạng sợi. Cá bột là dạng phiêu sinh vật, thường được tìm thấy ở vùng nước nông gần bờ.